# Opercularia
Opercularia es un género con 46 especies de plantas fanerógamas perteneciente a la familia de las rubiáceas.
Es nativa de Australia.

## Especies seleccionadas
- Opercularia acolytantha Diels (1905).
- Opercularia apiciflora Labill. ex Juss. (1804).
- Opercularia aspera Gaertn. (1788).